# Filofteia Lăcătușu
Filofteia Lăcătușu (n. 7 iunie 1947 – d. 4 martie 1977) a fost o solistă de muzică populară din Oltenia.

## Biografie
S-a născut la data de 7 iunie 1947 în satul Dealu Roșu, comuna Alunu, județul Vâlcea.
A fost descoperită (lansată) de dirijorul Gelu Barabancea cu ocazia unui spectacol susținut de Orchestra „Doina Gorjului” la Râmnicu Vâlcea.
Ea a activat la Orchestra „Doina Gorjului” din 1969 până la 4 martie 1977, evoluând sub bagheta dirijorilor Gelu Barabancea și Stelian Ghiocel și efectuând turnee atât în țară, cât și în străinătate.
Având-o drept inspirație și model pe Maria Lătărețu, a făcut cunoscut cântecul gorjenesc.
Repertoriul Filofteiei Lăcătușu-Simu a fost deosebit de bogat, cuprinzând cântece culese din zona folclorică a Gorjului, mai cunoscute fiind: „Lung e drumul Gorjului”, „Jiule pe malul tău”, „Gorjule, plai însorit”, „Am auzit o minciună”, „Lume, lume mi-ai fost dragă”, „Am plâns neicuță de dor”, „De dragul gorjenilor”, „Gilortule, apă rece”, „Dragoste ce ai de gând”, „De ce neică m-ai lăsat”, „Cine-n lume a iubit”, „Neică, plaiul tău gorjean”, „Cine m-aude cântând”, „Dor pribeag de unde vii”, „Ascultă gorjeanule” ș.a.

## Decesul
În ziua de 4 martie 1977 Filofteia Lăcătușu fusese invitată alături de Gicu Simu în București, la Televiziunea Română, să facă înregistrări, ocazie cu care venise și ca să imprime la Electrecord al treilea disc. S-au cazat într-una din camerele Hotelului Francez (care se găsea între Palatul CEC și Magazinul Victoria, pe Calea Victoriei). La ora 21.22 a început cutremurul și latura hotelului în care erau cazați s-a prăbușit.